# Grupo Acteão

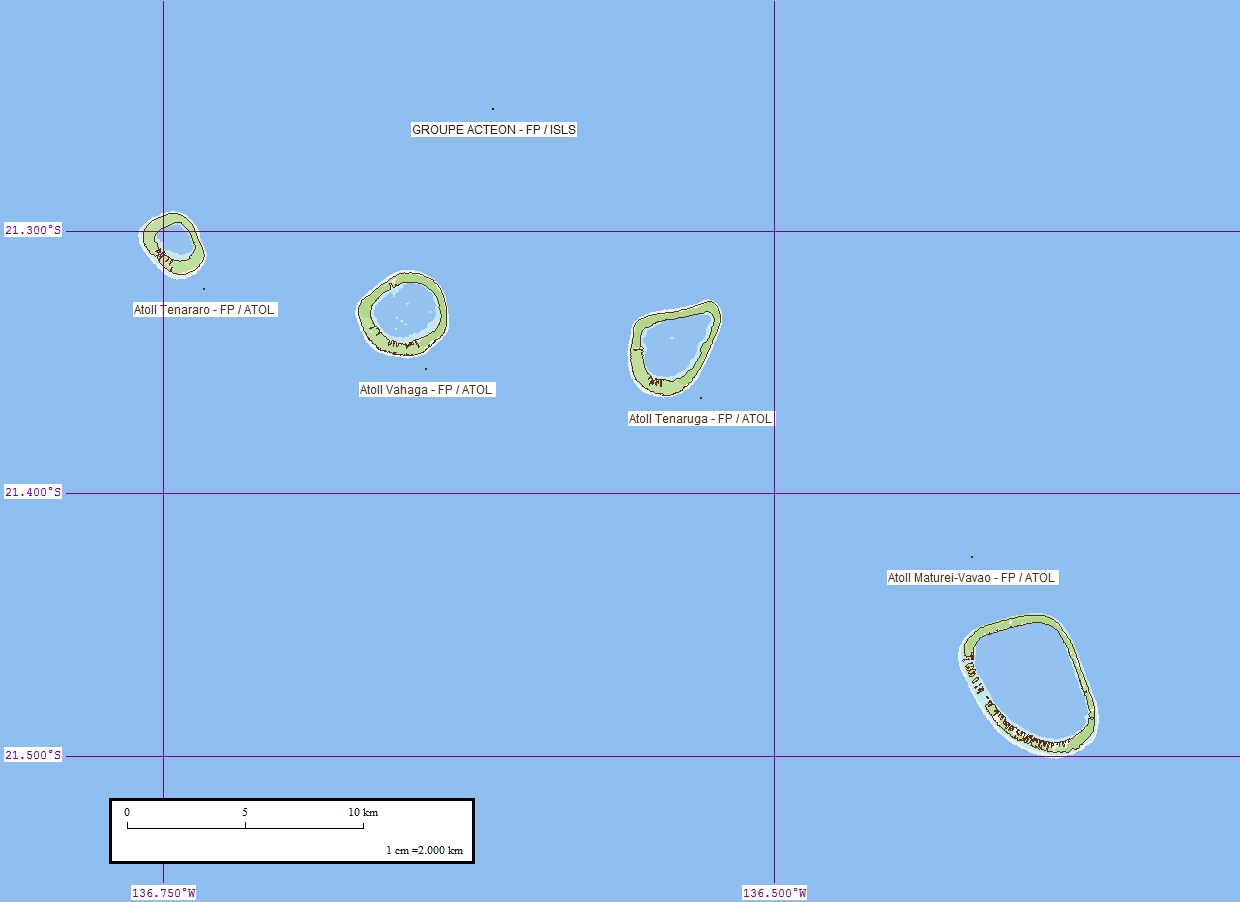
Mapa do Grupo Acteão

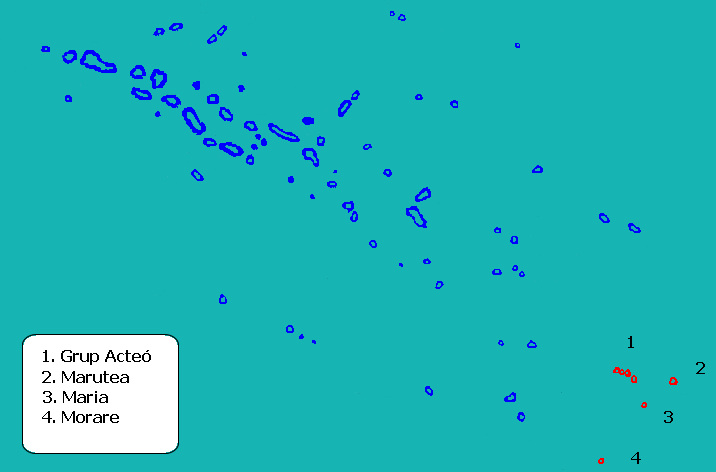
Localização do Grupo Acteão (número 1) em Tuamotu.

O Grupo Acteão (em francês Groupe Actéon) é um conjunto de quatro atóis situados a sul do arquipélago de Tuamotu. Estão alinhados ao longo de 47 km, de oeste a este:
- Tenararo.
- Vahanga, tem uma forma circular com 5 km de diâmetro.
- Tenarunga, ou Tenania.
- Matureivavao.

Também chamado de Grupo Matureivavao, visto que é o maior atol do Grupo Acteão com uma superfície de 2,5 km². Todos os atóis são desabitados, mas ocasionalmente são visitados por causa das plantações de coqueiros.

## História
O primeiro europeu a registar o avistamento destes atóis foi Pedro Fernandes de Queirós, em 5 de Fevereiro de 1606, que descreve-o como quatro ilhas iguais coroadas por coqueiros. Em diversas anotações da viagem aparece como as Quatro Coroadas, as Quatro Irmãs ou as Alagadas.
Em 1833 o Grupo Acteão foi chamado Amphtrite, nome de um navio mercante taitiano do capitão Thomas Ebrill. Mas não o vão tornar público até que à chegada, em 3 de Janeiro de 1837, do capitão Lord Edward Russell dos Actæon.
Em 1983 os quatro atóis foram atingidos por um ciclone.

## Administração
Administrativamente o Grupo Acteão faz parte da comuna das Ilhas Gambier. Encontram-se a 225 km de Mangareva, a maior ilha da comuna das ilhas Gambier.